# Sven Belfrage
Sven Åke Belfrage, född 4 mars 1911 i Göteborgs Vasa församling, död 25 februari 2009 i Östra Torns församling i Skåne län, var en svensk läkare.
Sven Belfrage var son till bankdirektören Åke Belfrage och Karin Almqvist. Efter studentexamen i Malmö 1929 studerade han medicin, blev medicine kandidat 1933 och medicine licentiat vid Lunds universitet 1941. Han blev 1963 medicine doktor och docent i klinisk epidemiologi vid Lunds universitet samma år.
Han blev extra läkare vid reumatologiska kliniken på Lunds lasarett 1943, var extra läkare och underläkare vid medicinska kliniken på Malmö allmänna sjukhus 1946–1950, underläkare vid Malmö epidemisjukhus 1950–1952 och vid Flensburgska barnsjukhuset i Malmö 1952. Belfrage var epidemisjukhusläkare i Arvika 1952–1954, men återvände till Skåne och var biträdande överläkare vid infektionskliniken i Malmö 1954–1966 samt överläkare där från 1966. Belfrage författade skrifter i medicin och epidemiologi.
Sven Belfrage var från 1939 gift med skolläkaren Maj Heijbel-Belfrage (1911–2009). De fick barnen Per (född 1940), Karin (1943–2023), gift med Henning Rodhe, Inger (född 1945) och Gunnel (född 1949). Sven och Maj Belfrage hade levt tillsammans i 69 år då hon avled i januari 2009.